# Limnophyes akannonus
Limnophyes akannonus är en tvåvingeart som beskrevs av Sasa och Kamimura 1987. Limnophyes akannonus ingår i släktet Limnophyes och familjen fjädermyggor. Inga underarter finns listade i Catalogue of Life.